# 泰尔维尔
泰尔维尔（法語：Terville，法語發音：[tɛʁvil]；洛林法兰克语：Tierwen）是法国摩泽尔省的一个市镇，位于该省北部，蒂永维尔以南，属于蒂永维尔区。

## 地理
泰尔维尔（49°20'40"N, 6°8'3"E）面积3.83 平方千米，位于法国大東部大區摩泽尔省，该省份为法国东北部内陆省份，是洛林的一部分，西南接默尔特-摩泽尔省，东临下莱茵省，北与卢森堡和德国接壤。
与泰尔维尔接壤的市镇（或旧市镇、城区）包括：弗洛朗日、蒂永维尔。

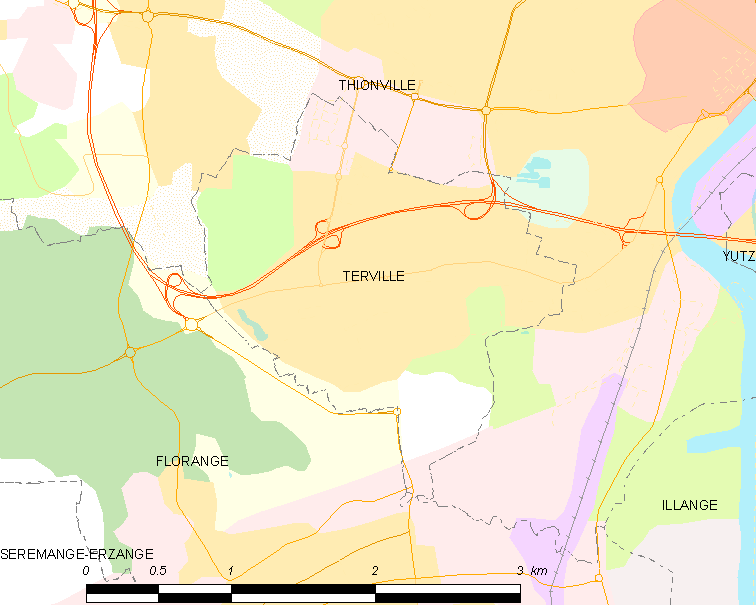
泰尔维尔的OSM定位图

泰尔维尔的时区为UTC+01:00、UTC+02:00（夏令时）。

## 行政
泰尔维尔的邮政编码为57180，INSEE市镇编码为57666。

## 政治
泰尔维尔所属的省级选区为蒂永维尔县。

## 人口

1962-2008年间泰尔维尔人口变化图示

泰尔维尔于2022年1月1日时的人口数量为7609人。